# Crassula brachystachya
Crassula brachystachya (лат.) — вид суккулентных растений рода Толстянка (Crassula) семейства Толстянковые (Crassulaceae), естественно произрастающий на территории Капской провинции Южно-Африканской Республики.

## Название
Родовое латинское название Crassula происходит от латинского слова crassus, — «толстый», в основном из-за присутствия у растений этого рода сочных листьев.
Видовой латинский эпитет brachystachya образован от греческих слов brachys, — «короткий», и stachys, — «колос», и относится к особенностям соцветия данного растения.

## Ботаническое описание
Многолетние растения с хрупкими ветвями, достигающими длины 0,1-0,2 м в период цветения. Они обычно формируют несколько розеток со спирально расположенными парами листьев, при этом старые листья остаются прикрепленными к стеблям. Часто у таких растений имеются толстые клубневидные корни.
Листья обратноланцетно-продолговатые, размерами 20-40(-80) x 5-15(-20) мм, острые, уплощенные в дорзивентральном направлении, но слегка выпуклые с обеих сторон. Они голые, за исключением небольших расположенных на ресничках, иногда слегка отогнутых назад. Цвет листьев часто зеленый, с возможным красным оттенком вдоль краев.
Соцветие представляет собой колосовидный тирс с сидячими или почти сидячими цветками. Цветонос значительно короче листьев и имеет листовидные прицветники. Чашечка состоит из лопастей продолговато-эллиптической формы, длиной 3,5-4,5 мм, острых, иногда втянутых в концевой волосок. Лопасти мясистые, зеленые, с краевыми ресничками.
Венчик цветка трубчатый, сросшийся в основании на примерно 1 мм, белого цвета; доли продолговато-яйцевидные, длиной 4-5 мм, острые, загнутые назад. Тычинки с черными пыльниками. Чешуйки чашелистика поперечно-продолговато-клиновидные, размерами 0,2-0,3 х 0,8-1 мм, обычно усеченные, слегка мясистые, окрашены в желтый.

## Таксономия
Crassula brachystachya Toelken, первое упоминание в J. S. African Bot. 41: 97 (1975).